# 苏子沟镇
苏子沟镇，是中华人民共和国辽宁省鞍山市岫岩满族自治县下辖的一个乡镇级行政单位。

## 行政区划
苏子沟镇下辖以下地区：
尖山村、古龙山村、汤河岭村、大何家堡村、黄旗沟村、黄岭北村、苏子沟村和徐家堡村。